# Ellenton (Florida)
Ellenton is een plaats (census-designated place) in de Amerikaanse staat Florida, en valt bestuurlijk gezien onder Manatee County.

## Demografie
Bij de volkstelling in 2000 werd het aantal inwoners vastgesteld op 3142.

## Geografie
Volgens het United States Census Bureau beslaat de plaats een oppervlakte van
12,5 km², waarvan 9,5 km² land en 3,0 km² water.

## Plaatsen in de nabije omgeving
De onderstaande figuur toont nabijgelegen plaatsen in een straal van 16 km rond Ellenton.